# Санта Ђулија (Ђенова)
Санта Ђулија је насеље у Италији у округу Ђенова, региону Лигурија.
Према процени из 2011. у насељу је живело 206 становника. Насеље се налази на надморској висини од 258 м.